# Larschanka
Larschanka (ukrainisch Ларжанка; russisch Ларжанка; rumänisch Lărgeanca) ist ein Dorf im Budschak im äußersten Südwesten der Ukraine mit etwa 2300 Einwohnern (2006).
Das Dorf befindet sich zwischen der Stadt Ismajil im Osten und dem Jalpuhsee und Kuhurlujsee im Westen.
Im Pariser Frieden von 1856, wodurch der Krimkrieg beendet wurde, gelangte das Dorf mit einem Landstreifen im Südwesten Bessarabiens von Russland an das Fürstentum Moldau, musste jedoch im Berliner Friedensvertrag von 1878 an Russland zurückgegeben werden. Infolge des Molotow-Ribbentrop-Pakts 1939 wurden Bessarabien, die Nordbukowina und das Herza-Gebiet von der UdSSR annektiert. Seit 1991 gehört Larschanka zum Rajon Ismajil in der Oblast Odessa der unabhängigen Ukraine.
Am 12. Juni 2020 wurde das Dorf ein Teil der Landgemeinde Safjany; bis dahin bildete es die Landratsgemeinde Larschanka (Ларжанська сільська рада/Larschanska silska rada) im Westen des Rajons Ismajil.